# FOX體育 (美國)
FOX體育（Fox Sports，亦作「霍氏體育」）是美國福斯廣播公司播出的體育節目的總稱，由福斯公司所有。FOX體育開始播出於1994年，現在FOX體育是全国橄榄球联盟（NFL）的主要轉播商之一，此外也是北美國家冰球聯盟、美國職棒大聯盟、美國高爾夫公開賽、國際足協世界盃（自2018年開始）等賽事的轉播商。

## 概要
在美國，地區性體育轉播蓬勃發展，全國性電視聯播網往往選定星期中的特定日子（如每週六、每週一）才轉播某項運動賽事。例如，知名節目Fox Saturday Baseball排定於週六；NFL Monday Night Football排定於週一。地區性體育頻道只轉播當地球隊的賽事，在美國也是司空見慣之事。21世紀福斯公司旗下擁有眾多地區性體育頻道，然而並未成立全國性的體育頻道（直到2013年）。在此之前，美國本土的FOX Sports並未擁有自己專屬的全國性體育頻道，所製作的體育節目與賽事主要供應福斯廣播公司，透過電視聯播網方式在全美播出。FOX旗下的FSN雖然是一般性的體育電視網，卻是地區性的；而旗下SPEED頻道雖然是全國性頻道，卻只專注在賽車。於2013年，福斯娛樂集團成立了兩個嶄新全國性體育頻道，分別稱為FOX Sports 1以及FOX Sports 2。

## 旗下頻道
- FOX Sports 1 （FS1） - 前稱「SPEED」，現為FOX Sports旗下的旗艦頻道，並與ESPN競爭。
- FOX Sports 2 （FS2） - 前稱「Fuel TV」，作為FOX Sports 1的副頻道。
- Big Ten Network - 為十大聯盟的專門頻道。
- Fox College Sports - 為大學體育賽事的頻道。
- Fox Deportes - 西班牙語版本的頻道。

## 外部連結
- 官方网站